# FIL-Sommerrodel-Cup 2008
Der FIL-Sommerrodel-Cup 2008 war die 16. Auflage des von der Fédération Internationale de Luge de Course veranstalteten Sommerrodel-Cups, der am 5. und 6. September 2009 auf der Rennschlittenbahn „Wolfram Fiedler“ in Ilmenau ausgetragen wurde. Es fanden Wettbewerbe in den Altersklassen Elite/Junioren und Jugend A statt, die jeweils in drei Läufen entschieden wurden. Es siegten Johannes Ludwig und Dajana Eitberger in der Altersklasse Elite/Junioren sowie Martin Krkoška und Saskia Kapfenberger in der Altersklasse Jugend A.

## Titelverteidiger
Beim FIL-Sommerrodel-Cup im September 2007 siegten David Möller und Dajana Eitberger in der Altersklasse Elite/Junioren sowie Andre Reichert und Mareen Bartholomäi in der Altersklasse Jugend A. Möller, Reichert und Bartholomäi traten nicht zur Titelverteidigung an.

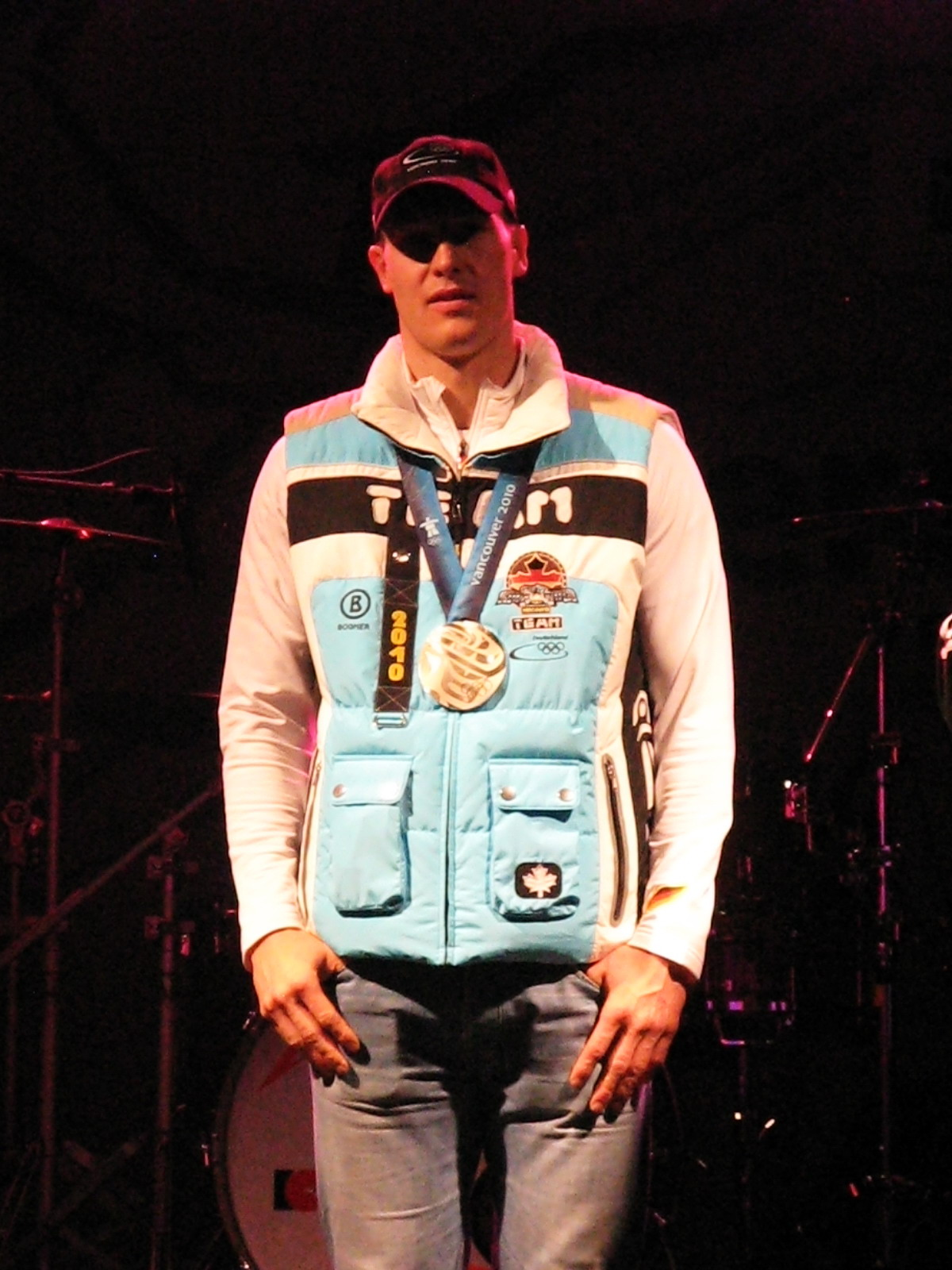
David Möller
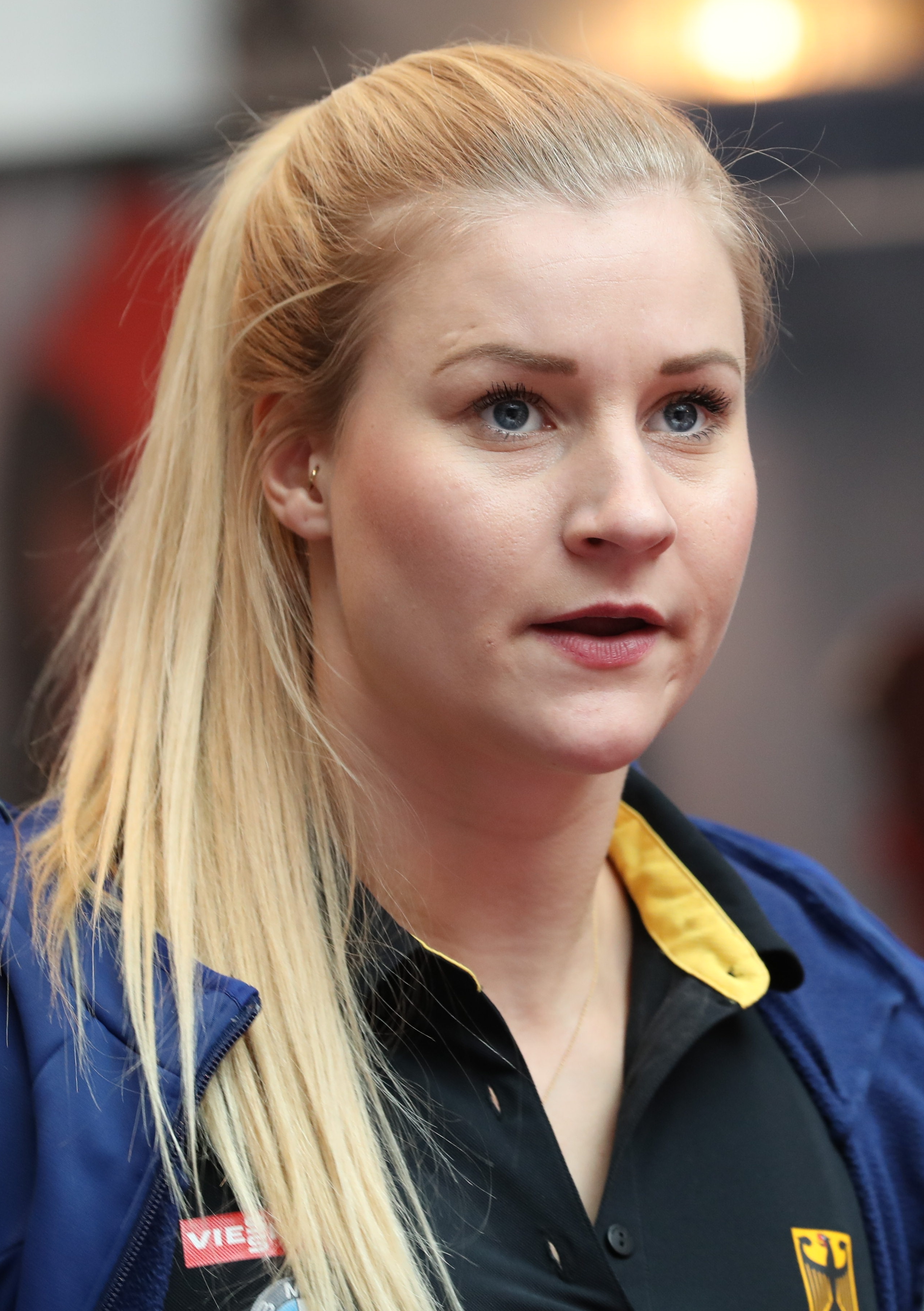
Dajana Eitberger

## Ergebnisse

### Altersklasse Elite/Junioren

#### Männer

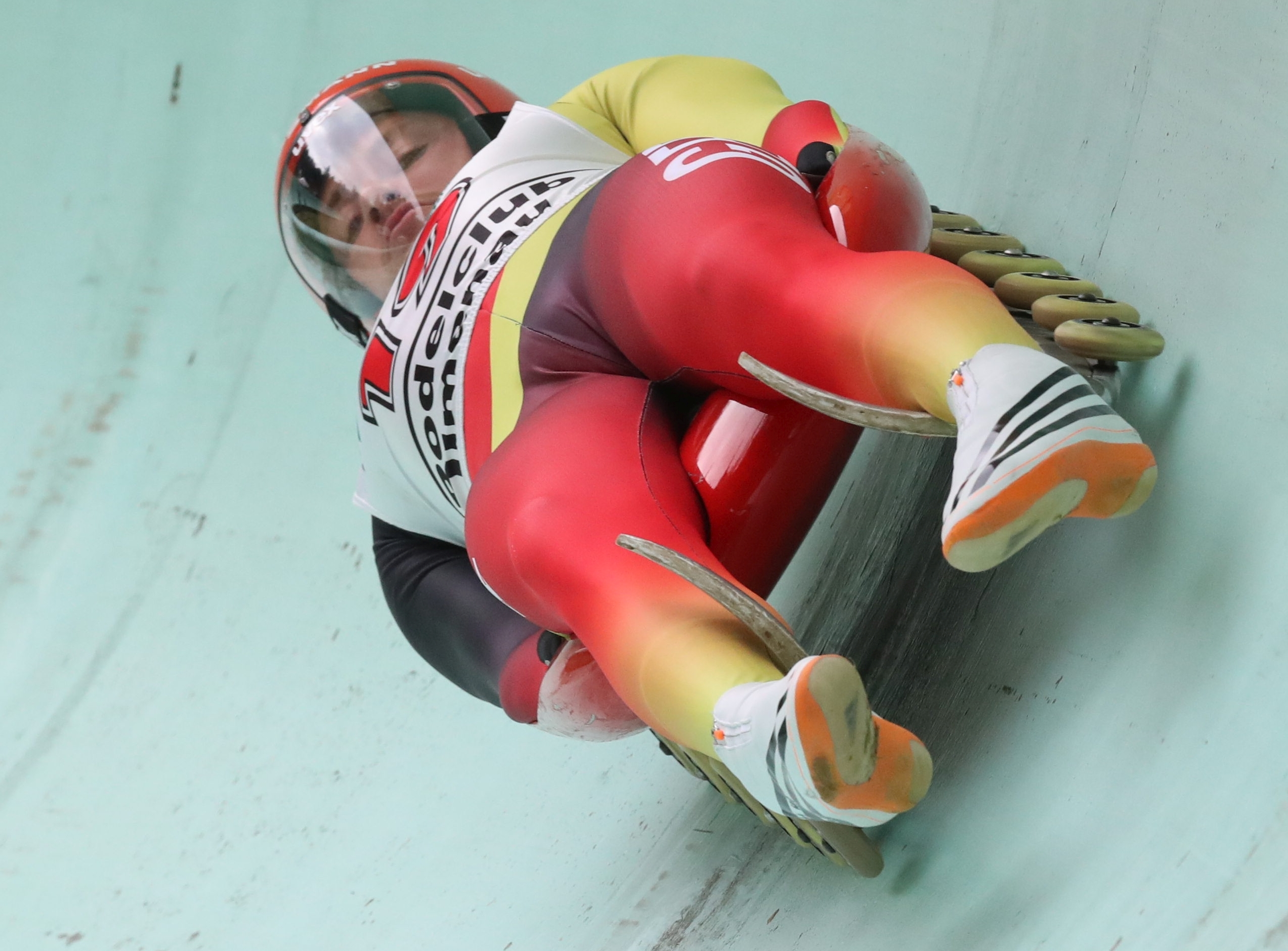
Johannes Ludwig

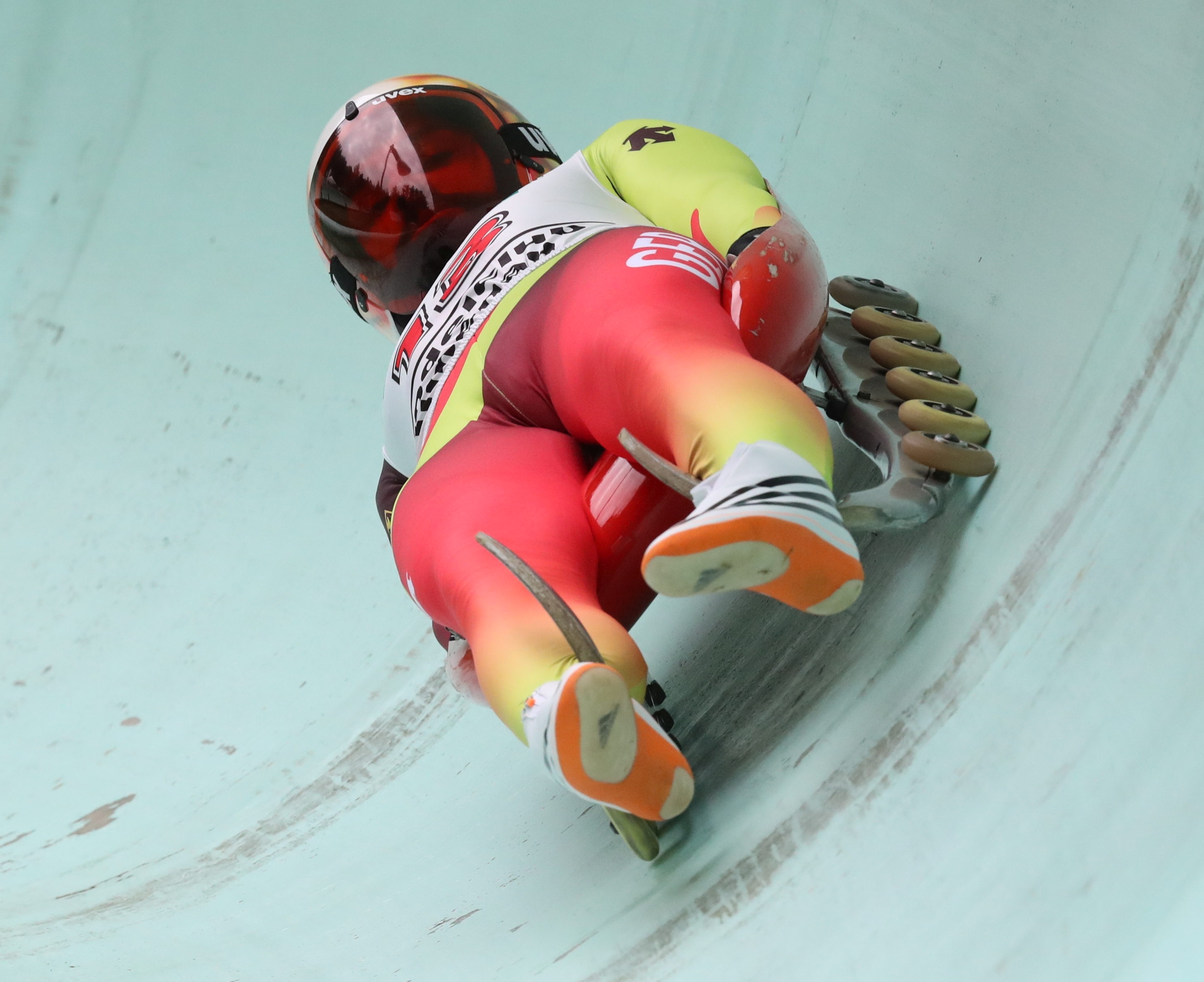
Andi Langenhan

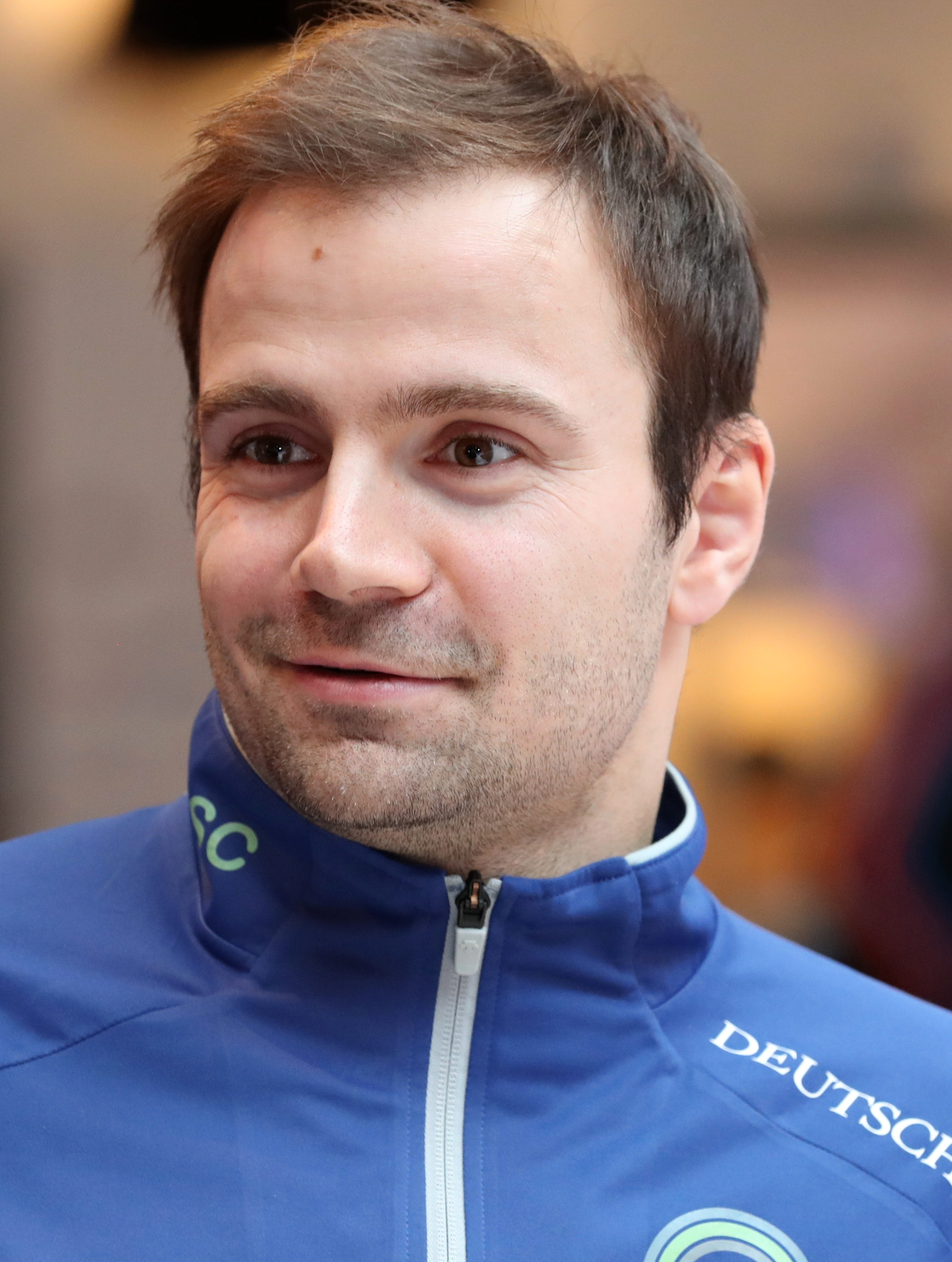
Robert Eschrich

| Platz                 | Sportler                       | Laufzeit 1                     | Laufzeit 2                     | Laufzeit 3                     | Endzeit                        |
| --------------------- | ------------------------------ | ------------------------------ | ------------------------------ | ------------------------------ | ------------------------------ |
| 1                     | Johannes Ludwig                | 20,195 s (2)                   | 20,178 s (1)                   | 20,245 s (2)                   | 1:00,618 Minuten               |
| 2                     | Andi Langenhan                 | 20,205 s (3)                   | 20,266 s (4)                   | 20,207 s (1)                   | 1:00,678 Minuten               |
| 3                     | Robert Eschrich                | 20,181 s (1)                   | 20,229 s (3)                   | 20,347 s (6)                   | 1:00,757 Minuten               |
| 4                     | Daniel Pfister                 | 20,349 s (6)                   | 20,226 s (2)                   | 20,331 s (5)                   | 1:00,906 Minuten               |
| 5                     | Jan Eichhorn                   | 20,268 s (5)                   | 20,344 s (5)                   | 20,317 s (4)                   | 1:00,929 Minuten               |
| 6                     | Sascha Benecken                | 20,221 s (4)                   | 20,346 s (6)                   | 20,492 s (9)                   | 1:01,059 Minuten               |
| 7                     | Jakub Hyman                    | 20,404 s (8)                   | 20,544 s (9)                   | 20,295 s (3)                   | 1:01,243 Minuten               |
| 8                     | Toni Eggert                    | 20,401 s (7)                   | 20,459 s (7)                   | 20,497 s (10)                  | 1:01,357 Minuten               |
| 9                     | Ondřej Hyman                   | 20,452 s (10)                  | 20,513 s (8)                   | 20,472 s (8)                   | 1:01,437 Minuten               |
| 10                    | Wolfgang Kindl                 | 20,438 s (9)                   | 20,631 s (11)                  | 20,456 s (7)                   | 1:01,525 Minuten               |
| 11                    | Maciej Kurowski                | 20,650 s (11)                  | 20,575 s (10)                  | 20,573 s (11)                  | 1:01,798 Minuten               |
| 12                    | Nico Grüßner                   | 20,731 s (12)                  | 20,633 s (12)                  | 20,608 s (12)                  | 1:01,972 Minuten               |
|                       | Robert Fischer                 | ausgeschieden im Hoffnungslauf | ausgeschieden im Hoffnungslauf | ausgeschieden im Hoffnungslauf | ausgeschieden im Hoffnungslauf |
| Christian Eisner      | ausgeschieden im Hoffnungslauf | ausgeschieden im Hoffnungslauf | ausgeschieden im Hoffnungslauf | ausgeschieden im Hoffnungslauf |                                |
| Christopher Preuß     | ausgeschieden im Hoffnungslauf | ausgeschieden im Hoffnungslauf | ausgeschieden im Hoffnungslauf | ausgeschieden im Hoffnungslauf |                                |
| Ernest Markowski      | ausgeschieden im Hoffnungslauf | ausgeschieden im Hoffnungslauf | ausgeschieden im Hoffnungslauf | ausgeschieden im Hoffnungslauf |                                |
| Manuel Pfister        | ausgeschieden im Hoffnungslauf | ausgeschieden im Hoffnungslauf | ausgeschieden im Hoffnungslauf | ausgeschieden im Hoffnungslauf |                                |
| Toni Förtsch          | ausgeschieden im Hoffnungslauf | ausgeschieden im Hoffnungslauf | ausgeschieden im Hoffnungslauf | ausgeschieden im Hoffnungslauf |                                |
| Reinhard Egger        | ausgeschieden im Hoffnungslauf | ausgeschieden im Hoffnungslauf | ausgeschieden im Hoffnungslauf | ausgeschieden im Hoffnungslauf |                                |
| Nodar Kumaritaschwili | ausgeschieden im Hoffnungslauf | ausgeschieden im Hoffnungslauf | ausgeschieden im Hoffnungslauf | ausgeschieden im Hoffnungslauf |                                |
| Ludwig Rieder         | ausgeschieden im Hoffnungslauf | ausgeschieden im Hoffnungslauf | ausgeschieden im Hoffnungslauf | ausgeschieden im Hoffnungslauf |                                |
| Thomas Coburger       | ausgeschieden im Hoffnungslauf | ausgeschieden im Hoffnungslauf | ausgeschieden im Hoffnungslauf | ausgeschieden im Hoffnungslauf |                                |
| Florian Hoppe         | ausgeschieden im Hoffnungslauf | ausgeschieden im Hoffnungslauf | ausgeschieden im Hoffnungslauf | ausgeschieden im Hoffnungslauf |                                |
| Antonín Brož          | ausgeschieden im Hoffnungslauf | ausgeschieden im Hoffnungslauf | ausgeschieden im Hoffnungslauf | ausgeschieden im Hoffnungslauf |                                |
| Lukáš Brož            | ausgeschieden im Hoffnungslauf | ausgeschieden im Hoffnungslauf | ausgeschieden im Hoffnungslauf | ausgeschieden im Hoffnungslauf |                                |
| Martin Olesinski      | ausgeschieden im Hoffnungslauf | ausgeschieden im Hoffnungslauf | ausgeschieden im Hoffnungslauf | ausgeschieden im Hoffnungslauf |                                |
| Chris Rohmeiß         | ausgeschieden im Hoffnungslauf | ausgeschieden im Hoffnungslauf | ausgeschieden im Hoffnungslauf | ausgeschieden im Hoffnungslauf |                                |
| Kevin Weihs           | ausgeschieden im Hoffnungslauf | ausgeschieden im Hoffnungslauf | ausgeschieden im Hoffnungslauf | ausgeschieden im Hoffnungslauf |                                |
| Paul Wächter          | ausgeschieden im Hoffnungslauf | ausgeschieden im Hoffnungslauf | ausgeschieden im Hoffnungslauf | ausgeschieden im Hoffnungslauf |                                |
| Radek Říha            | ausgeschieden im Hoffnungslauf | ausgeschieden im Hoffnungslauf | ausgeschieden im Hoffnungslauf | ausgeschieden im Hoffnungslauf |                                |
| David Schweiger       | ausgeschieden im Hoffnungslauf | ausgeschieden im Hoffnungslauf | ausgeschieden im Hoffnungslauf | ausgeschieden im Hoffnungslauf |                                |

#### Frauen

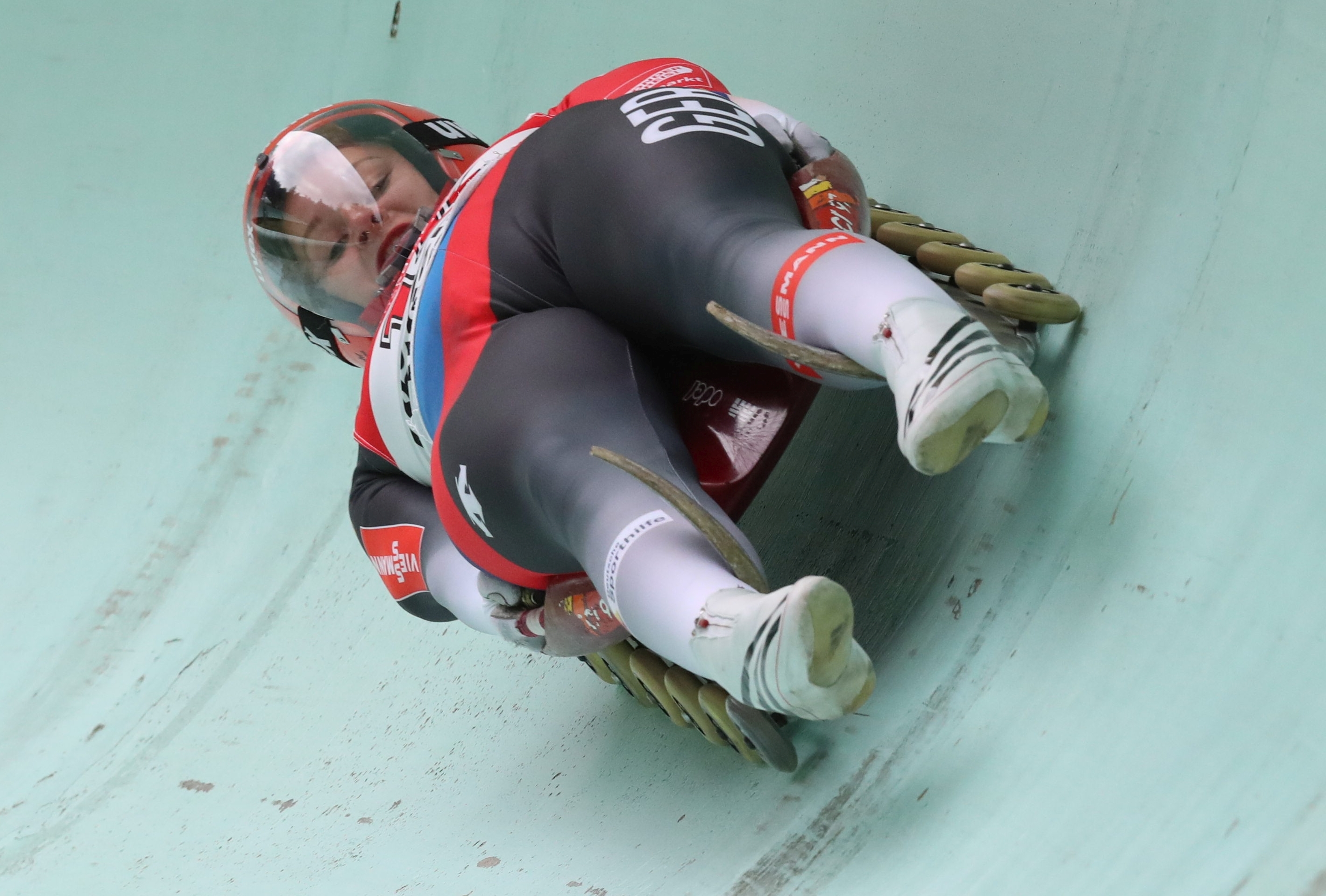
Dajana Eitberger

| Platz | Sportler           | Laufzeit 1    | Laufzeit 2    | Laufzeit 3    | Endzeit          |
| ----- | ------------------ | ------------- | ------------- | ------------- | ---------------- |
| 1     | Dajana Eitberger   | 20,798 s (1)  | 21,873 s (1)  | 21,017 s (3)  | 1:02,688 Minuten |
| 2     | Isabelle Hornung   | 20,825 s (2)  | 21,969 s (3)  | 21,010 s (2)  | 1:02,804 Minuten |
| 3     | Nathalie Burkhardt | 20,949 s (3)  | 20,937 s (2)  | 21,004 s (1)  | 1:02,890 Minuten |
| 4     | Anika Kanis        | 21,030 s (4)  | 21,116 s (4)  | 21,255 s (4)  | 1:03,401 Minuten |
| 5     | Mariola Ziętek     | 21,146 s (5)  | 21,267 s (5)  | 21,596 s (8)  | 1:04,009 Minuten |
| 6     | Petra Kaprasová    | 21,208 s (6)  | 21,477 s (7)  | 21,539 s (7)  | 1:04,224 Minuten |
| 7     | Oktawia Zych       | 21,486 s (7)  | 21,474 s (6)  | 21,500 s (6)  | 1:04,460 Minuten |
| 8     | Ewa Kuls           | 21,746 s (8)  | 21,493 s (8)  | 21,489 s (5)  | 1:04,728 Minuten |
| 9     | Nino Gawwa         | 21,978 s (9)  | 21,991 s (9)  | 21,942 s (9)  | 1:05,911 Minuten |
| 10    | Lia Kotuaschwili   | 22,207 s (10) | 22,157 s (10) | 22,280 s (10) | 1:06,644 Minuten |

### Altersklasse Jugend A

#### Männlich
| Platz | Sportler            | Laufzeit 1    | Laufzeit 2    | Laufzeit 3    | Endzeit          |
| ----- | ------------------- | ------------- | ------------- | ------------- | ---------------- |
| 1     | Martin Krkoška      | 20,210 s (1)  | 20,105 s (1)  | 20,089 s (1)  | 1:00,404 Minuten |
| 2     | Toni Gräfe          | 20,216 s (2)  | 20,199 s (5)  | 20,237 s (5)  | 1:00,652 Minuten |
| 3     | Marek Solčanský     | 20,276 s (3)  | 20,262 s (4)  | 20,173 s (3)  | 1:00,711 Minuten |
| 4     | Patrik Schönau      | 20,344 s (5)  | 20,216 s (3)  | 20,333 s (7)  | 1:00,893 Minuten |
| 5     | Tommy Gaasenbeek    | 20,294 s (4)  | 20,388 s (9)  | 20,227 s (4)  | 1:00,909 Minuten |
| 6     | Florian Berkes      | 20,443 s (6)  | 20,274 s (5)  | 20,305 s (6)  | 1:01,022 Minuten |
| 7     | Dominik Fischnaller | 20,489 s (7)  | 20,298 s (7)  | 20,347 s (8)  | 1:01,134 Minuten |
| 8     | Dean Behrendt       | 20,571 s (10) | 20,361 s (8)  | 20,481 s (13) | 1:01,413 Minuten |
| 9     | Matěj Karcak        | 20,518 s (8)  | 20,596 s (13) | 20,583 s (18) | 1:01,697 Minuten |
| 10    | Markus Treichl      | 20,783 s (14) | 20,516 s (11) | 20,449 s (11) | 1:01,748 Minuten |
| 11    | Christian Paffe     | 20,552 s (9)  | 20,845 s (18) | 20,391 s (9)  | 1:01,788 Minuten |
| 12    | Patrik Korbela      | 20,593 s (11) | 20,769 s (17) | 20,439 s (10) | 1:01,801 Minuten |
| 13    | Lorenz Koller       | 20,826 s (16) | 20,459 s (10) | 20,520 s (16) | 1:01,805 Minuten |
| 14    | Paul Boike          | 20,690 s (13) | 20,672 s (14) | 20,475 s (12) | 1:01,837 Minuten |
| 15    | Christian Schlegel  | 20,662 s (12) | 20,557 s (12) | 20,661 s (19) | 1:01,880 Minuten |
| 16    | Patrick Rastner     | 20,785 s (15) | 20,679 s (15) | 20,486 s (14) | 1:01,950 Minuten |
| 17    | Kiril Iwanow        | 20,938 s (18) | 20,984 s (21) | 20,715 s (21) | 1:02,637 Minuten |
| 18    | Jozef Petrulák      | 21,773 s (20) | 20,930 s (19) | 20,702 s (20) | 1:03,405 Minuten |
| 19    | Kevin Fischnaller   | 20,849 s (17) | 23,785 s (22) | 20,488 s (15) | 1:05,122 Minuten |
| 20    | Georg Reumschüssel  | 24,877 s (22) | 20,287 s (6)  | 20,096 s (2)  | 1:05,260 Minuten |
| 21    | David Gleirscher    | 24,423 s (21) | 20,748 s (16) | 20,530 s (17) | 1:05,701 Minuten |
| DNF   | Marek Regensbogen   | 21,240 s (19) | 20,972 s (20) | DNS           |                  |

#### Weiblich
| Platz | Sportler            | Laufzeit 1    | Laufzeit 2    | Laufzeit 3    | Endzeit          |
| ----- | ------------------- | ------------- | ------------- | ------------- | ---------------- |
| 1     | Saskia Kapfenberger | 20,651 s (1)  | 20,643 s (1)  | 20,721 s (5)  | 1:02,015 Minuten |
| 2     | Miriam Kastlunger   | 20,729 s (3)  | 20,740 s (5)  | 20,556 s (1)  | 1:02,025 Minuten |
| 3     | Johanna Hodermann   | 20,722 s (2)  | 20,710 s (4)  | 20,639 s (3)  | 1:02,734 Minuten |
| 4     | Stefanie Schubert   | 20,797 s (4)  | 20,701 s (3)  | 20,755 s (6)  | 1:02,253 Minuten |
| 5     | Mona Wabnigg        | 21,134 s (9)  | 20,660 s (2)  | 20,609 s (2)  | 1:02,403 Minuten |
| 6     | Verena Scharf       | 20,910 s (5)  | 20,837 s (6)  | 20,773 s (7)  | 1:02,520 Minuten |
| 7     | Stefanie Kaser      | 21,008 s (7)  | 20,941 s (8)  | 20,786 s (8)  | 1:02,735 Minuten |
| 8     | Birgit Platzer      | 20,939 s (6)  | 20,971 s (9)  | 20,865 s (9)  | 1:02,775 Minuten |
| 9     | Anna Ranalter       | 21,023 s (8)  | 20,079 s (10) | 21,014 s (10) | 1:03,116 Minuten |
| 10    | Nina Hofer          | 21,570 s (11) | 20,912 s (7)  | 20,708 s (4)  | 1:03,190 Minuten |
| 11    | Zwetelina Kaleowa   | 21,276 s (10) | 21,513 s (11) | 21,287 s (11) | 1:04,076 Minuten |